# Гуантанамо (військово-морська база)
19°55′03″ пн. ш. 75°09′36″ зх. д. / 19.9175° пн. ш. 75.16° зх. д.

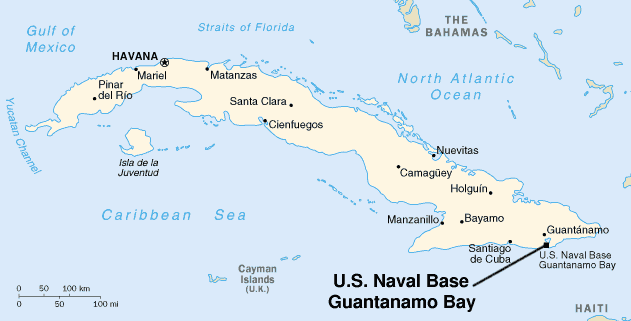
База на мапі Куби

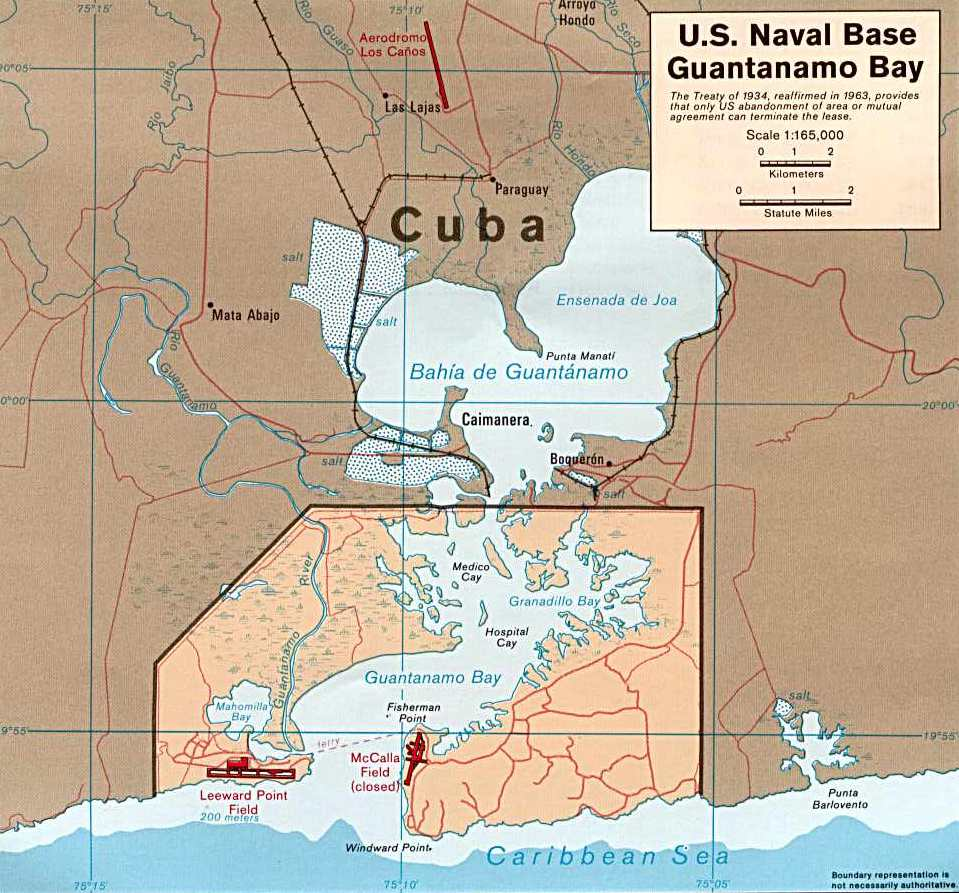
Територія бази на мапі провінції Гуантанамо

База в затоці Гуантанамо (англ. Guantanamo Bay Naval Base) — орендована в 1903 році США після іспано-американської війни військово-морська база в затоці Гуантанамо (Куба), за 30 км від однойменного міста. Договір оренди був підтверджений в 1934 році. На базі розташована також однойменна в'язниця, де перебувають ув'язнені, статус яких заперечується. 21 січня 2009 року, на другий день перебування на посаді, президент США Барак Обама підписав наказ про розформування в'язниці. Однак дотепер в'язниця не закрита.

## Оренда та її статус

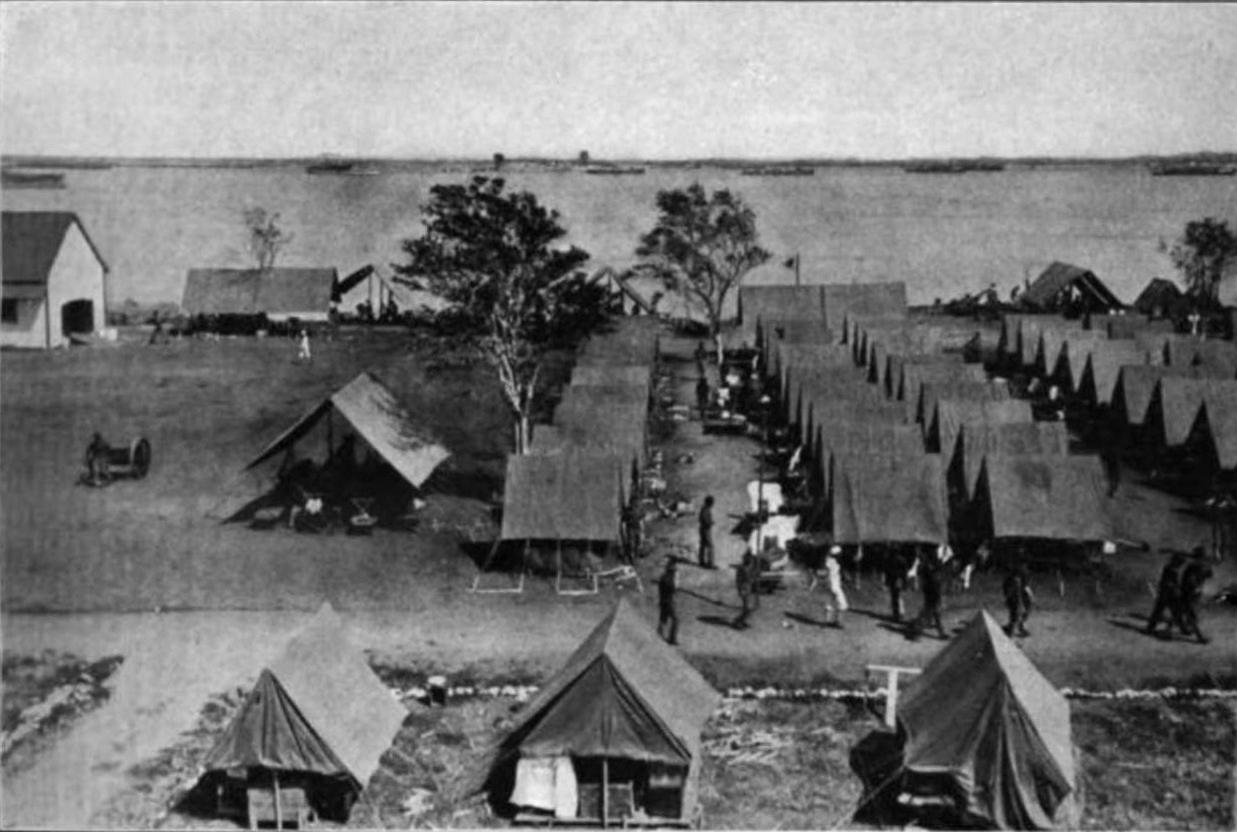
База в 1916 році

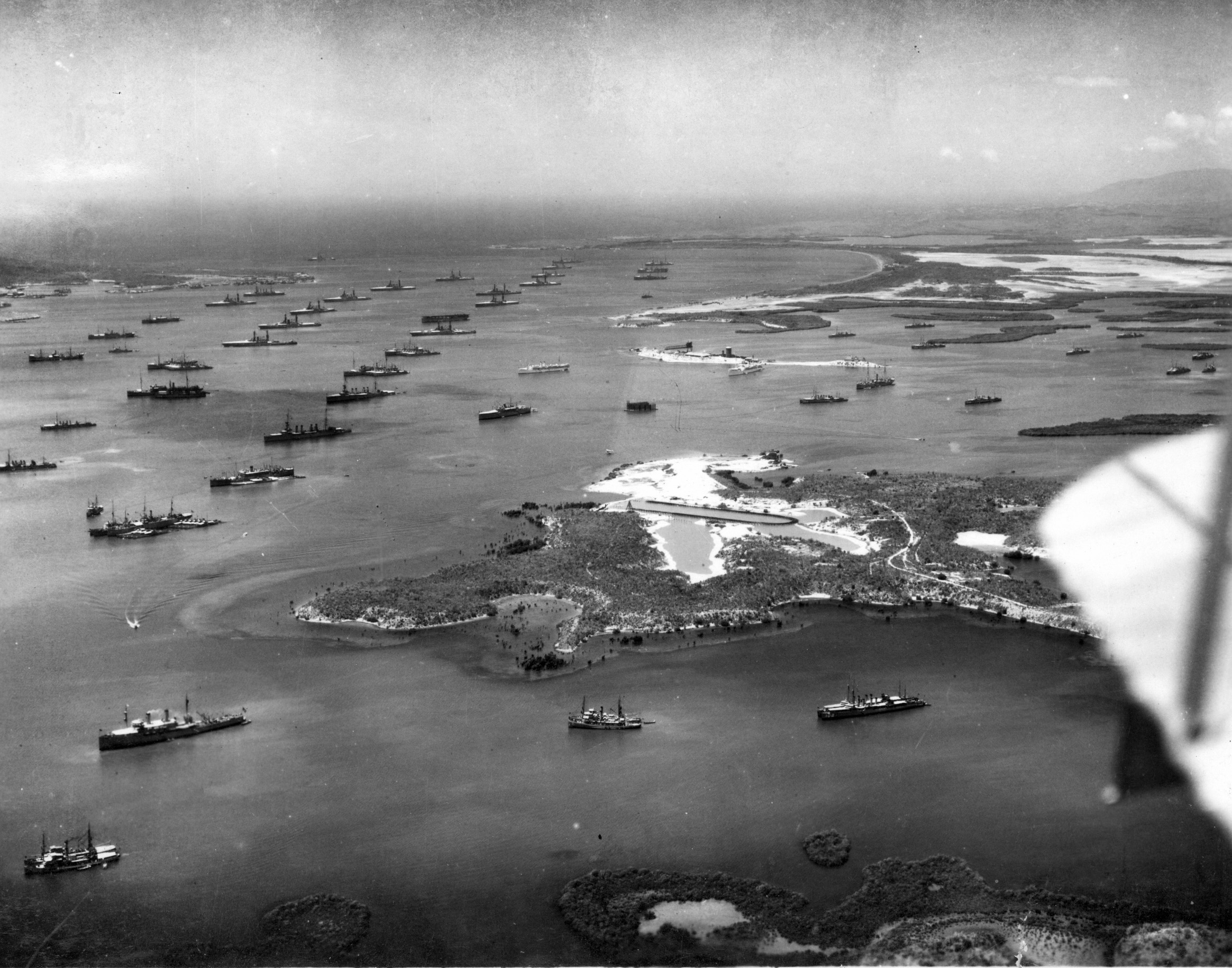
Флот США на якорі, 1927

База Гуантанамо орендується у Куби на договірних засадах з 1903 року, коли до Конституції Куби як додаток був включений текст так званої поправки Платта до проекту Закону Сполучених Штатів про бюджет армії. У цьому договорі, зокрема, була встановлена фіксована ціна оренди — «2000 песо в золотій валюті Сполучених Штатів» на рік.
Нинішній статус бази регламентується договором від 1934 року, укладеним після низки державних переворотів на Кубі на початку 1930-х років. У результаті плата за використання бази була піднята до 3400 доларів США. Сам же договір є «безстроковим» і може бути розірваний «тільки за обопільною згодою сторін, або ж при порушенні умов оренди». Оренда здійснюється на правах екстериторіальності, що зокрема означає, наприклад, що рибна ловля в затоці для місцевого населення заборонена.
Фактично США здійснюють свій державний суверенітет на даній території безумовно і в повному обсязі, а юрисдикція Куби носить чисто формальний характер, що визнано Верховним судом США у справі Бумедьєна (2008): «З практичної точки зору Гуантанамо — це не закордон», ухвалили судді.
Після перемоги революції 1959 року кубинська держава відмовилася приймати від США зазначену вище плату за оренду бази, а після появи в 2002 році на території бази в'язниці спробувала (безуспішно) розірвати договір оренди і добитися евакуації бази, аргументуючи це порушенням умов оренди.

## Інфраструктура бази Гуантанамо

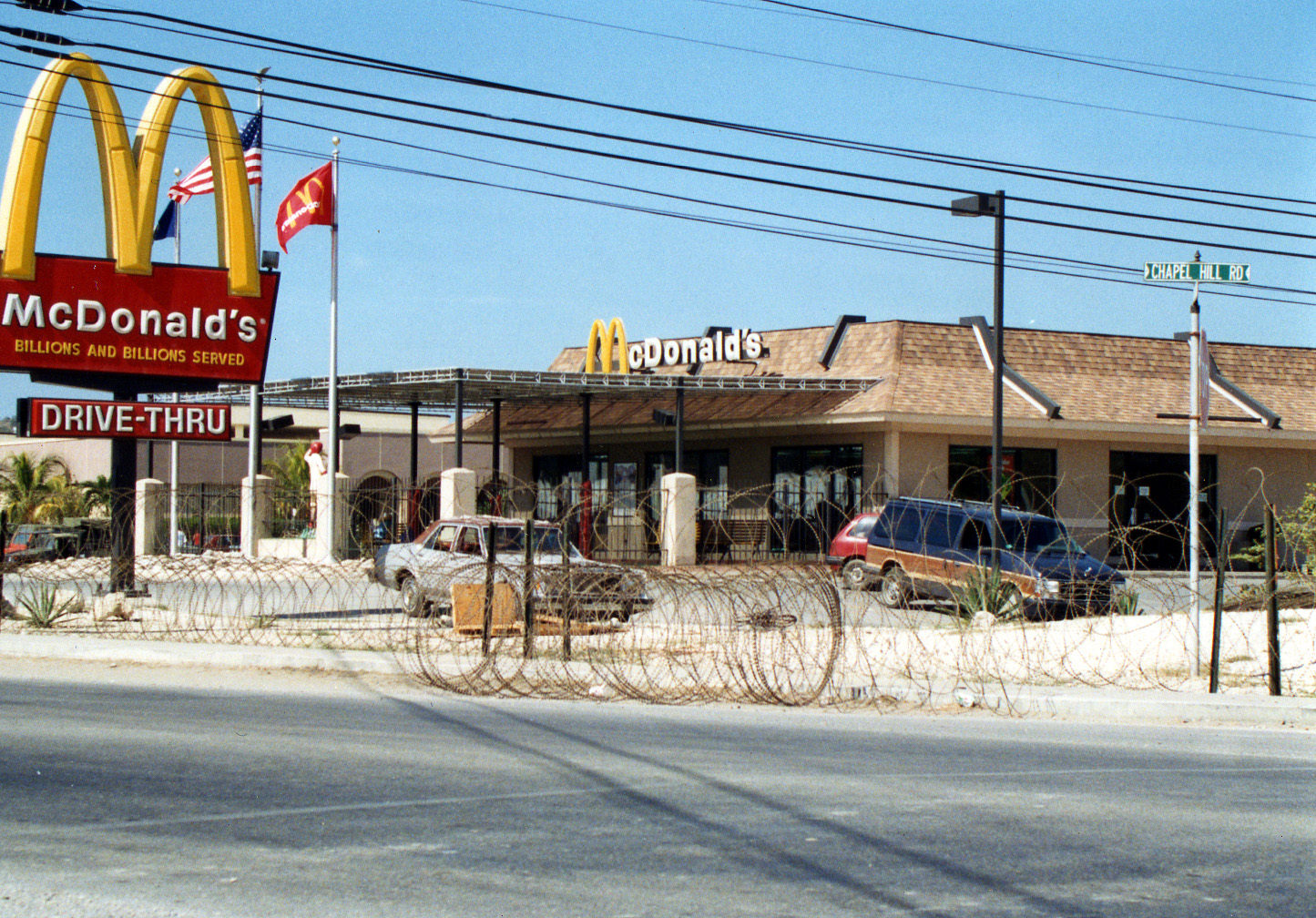
«Макдональдс» на території бази

Загальна площа військово-морської бази становить приблизно 117 квадратних кілометрів, що відповідає прямокутнику розміром 9 × 13 км. До того ж Сполучені Штати мають право використання 37 квадратних кілометрів водної поверхні затоки Гуантанамо.
Гавань військово-морської бази в змозі вмістити до 50 великих кораблів. На суші розташовані понад 1500 службових і житлових об'єктів, механізований порт, судноремонтні майстерні, є плавучий док, склади продовольства, боєприпасів, пально-мастильних матеріалів. Тут постійно перебувають близько 10 000 осіб військового персоналу. Для забезпечення нормальних умов проживання контингенту база має розвинену інфраструктуру, що включає розважальні заклади, клуби, тенісні корти, бейсбольні майданчики, плавальні басейни, пляжі, іподром, рибальські судна та яхти.

## Тюрма

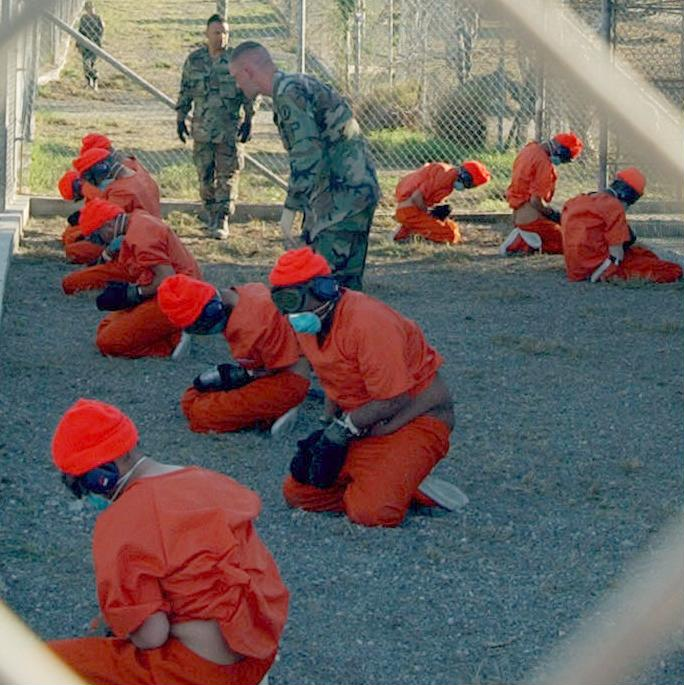
Прибуття затриманих у в'язницю, січень 2002 року

Місце утримання міжнародних терористів в Гуантанамо з'явилося в січні 2002 року, коли туди були доставлені з Афганістану перші 20 осіб, обвинувачених «в участі в бойових діях на стороні ісламських екстремістів» — талібів. З 2002 по 2006 рік через неї пройшло понад 750 іноземців, захоплених американськими військами в ході операцій на території Афганістану та Іраку. Всі вони, за твердженням американських військових, брали участь в операціях на боці «Аль-Каїди» або руху Талібан. Близько 250 осіб за цей час звільнили, перевели в інші в'язниці або видали країнам, громадянами яких вони є. Імена інших до квітня 2006 року трималися в найсуворішому секреті «з міркувань безпеки». У квітні Пентагон представив список 558 колишніх і нинішніх в'язнів Гуантанамо з 41 країни. Станом на квітень 2006 року у в'язниці залишалося 490 в'язнів, з яких лише десяти були пред'явлені офіційні звинувачення. Більшість — громадяни Саудівської Аравії (132 людини), Афганістану (125) та Ємену (107).
Гуантанамо також є місцем ув'язнення уйгурських сепаратистів, яких США відмовляються передавати КНР.

## У культурі
- Військово-морська база Гуантанамо є місцем дії в американському художньому фільмі «Кілька хороших хлопців» та комедії «Гарольд і Кумар 2: Втеча з Гуантанамо».
- Місце дії і події гри Metal Gear Solid V: Ground Zeroes є відсиланням до бази і в'язниці Гуантанамо.
- В одній з місій гри Tom Clancy's Splinter Cell: Blacklist головний герой проникає у в'язницю Гуантанамо.
- Як мінімум один з епізодів серіалу «NCIS: Полювання на вбивць» відбувається на базі Гуантаномо.